# Демократия в марксизме
В марксистской философии новое демократическое общество возникнет в результате организованных действий международного рабочего класса, предоставляя избирательные права всему населению и освобождая людей для действий без ограничений рынка труда. Не будет большой необходимости в государстве, целью которого было бы навязывание отчуждения труда; как таковое государство в конечном итоге отомрёт, поскольку исчезнут условия его существования. Карл Маркс и Фридрих Энгельс в «Манифесте Коммунистической партии» и более поздних работах утверждали, что «первый шаг рабочего класса в революции — поднять пролетариат до положения господствующего класса, выиграть битву за демократию» и всеобщее избирательное право, что является «одной из первых и важнейших задач борющегося пролетариата». Как писал Маркс в своей «Критике Готской программы», «между капиталистическим и коммунистическим обществом лежит период революционного превращения одного в другое. Этому соответствует также политический переходный период, в котором государство не может быть ничем иным, как революционной диктатурой пролетариата». Он допускал возможность мирного перехода в некоторых странах с сильными демократическими институциональными структурами (таких как Великобритания, США и Нидерланды), но предполагал, что в других странах, в которых рабочие не могут «достичь своей цели мирными средствами», «рычагом нашей революции должна быть сила», заявляя, что трудящиеся имеют право на восстание, если им отказывают в политическом выражении. В ответ на вопрос «Каков будет ход этой революции?» в «Принципах коммунизма» Фридрих Энгельс писал:

Прежде всего, она создаст демократический строй и тем самым, прямо или косвенно, политическое господство пролетариата.
Оригинальный текст (англ.)Above all, it will establish a democratic constitution, and through this, the direct or indirect dominance of the proletariat.
— Ф. Энгельс. «Принципы коммунизма»
В то время как марксисты предлагают заменить буржуазное государство пролетарским полугосударством посредством революции (диктатура пролетариата), которое в конечном итоге отомрёт, анархисты заявляют, что государство должно быть отменено вместе с капитализмом. Тем не менее, желаемые конечные результаты — безгосударственное, коммунальное общество — одинаковы.
Карл Маркс критиковал либерализм как недостаточно демократический и считал, что неравное социальное положение рабочих во время промышленной революции подрывает демократическую деятельность граждан. Марксисты расходятся во мнениях относительно демократии

споры о наследии Маркса сегодня во многом вращаются вокруг его неоднозначного отношения к демократии
Оригинальный текст (англ.)controversy over Marx's legacy today turns largely on its ambiguous relation to democracy.
— Роберт Майстер
Некоторые утверждают, что демократическое принятие решений, соответствующее марксизму, должно включать голосование по вопросу о том, как следует организовать прибавочный труд.

## Критика либеральной демократии
Маркс и его последователи рассматривали либеральные модели демократии как форму буржуазной, капиталистической демократии, утверждая, что подлинная демократия может быть достигнута только после прекращения эксплуатации и установления полного политического и экономического равенства.

## Демократия в революционной России
В 1848 году, опубликовав «Манифест Коммунистической партии», Карл Маркс и Фридрих Энгельс призвали к международному политическому объединению пролетариата для достижения коммунистической революции. Они предполагали, что, поскольку социально-экономическая организация коммунизма должна быть более высокой формы, чем у капитализма, рабочая революция сначала произойдёт в экономически развитых, индустриальных странах. На тот момент марксистская социал-демократия была сильнее всего в Германии и Социал-демократическая партия Германии вдохновляла Ленина и других русских марксистов.
Во время российских революций 1905 и 1917 годов возникла новая (не описанная прежде в теоретических работах) непарламентская демократия в виде Советов рабочих депутатов. По мнению Ленина и других теоретиков Советского Союза, советы демократически представляли волю рабочего класса и были элементом диктатуры пролетариата. Ленин и большевики считали советы базовой организующей единицей нового социалистического общества и поддерживали эту форму демократии. Результаты выборов в Учредительное собрание в 1917 году, на которых партия большевиков Ленина проиграла партии социалистов-революционеров, были аннулированы, а само Учредительное собрание было распущено в январе 1918 года.
Российский историк Вадим Роговин связывал установление однопартийной системы с условиями, которые были «навязаны большевизму враждебными политическими силами». Роговин подчеркнул тот факт, что большевики приложили огромные усилия для сохранения советских партий, таких как эсеры, меньшевики и другие левые партии, в рамках советской легальности и их участия в Советах при условии отказа от вооружённой борьбы с большевиками. Аналогичным образом, британский историк Э. Х. Карр обратил внимание на тот факт, что «большая часть партии [эсеров] заключила коалицию с большевиками и формально порвала с другой частью, которая продолжала свою ожесточённую вражду с большевиками».
Функционально ленинская партия как авангардная сила должна была обеспечить рабочий класс политическим сознанием (образованием и организацией) и революционным руководством, необходимыми для свержения капитализма в России. После Октябрьского переворота 1917 года ленинизм стал доминирующей версией марксизма в России. Устанавливая советскую демократию, большевики подавляли социалистов, таких как меньшевики и фракции Партии социалистов-революционеров. Троцкий утверждал, что он и Ленин намеревались снять запрет на оппозиционные партии (в том числе для меньшевиков и эсеров), как только в Советской России улучшатся экономические и социальные условия.
В ноябре 1917 года Ленин издал декрет о рабочем контроле, который призывал рабочих создать выборный комитет для контроля за управлением своим предприятием. В декабре Совнарком учредил Высший совет народного хозяйства (ВСНХ), который имел полномочия в области промышленности, банковского дела, сельского хозяйства и торговли.
Как левые коммунисты, так и некоторые фракции в российской Коммунистической партии критиковали упадок демократических институтов в России, фактически излагая леволибертарианскую точку зрения. На международном уровне некоторые социалисты осуждали режим Ленина и отрицали, что он устанавливает социализм; в частности, они подчёркивали отсутствие широкого политического участия, народного опроса и производственной демократии.
После консолидации власти Сталиным в Советском Союзе и статической централизации политической власти Троцкий осудил политику советского правительства за отсутствие широкого демократического участия со стороны населения и за подавление рабочего самоуправления и демократического участия в управлении экономикой. Поскольку эти авторитарные политические меры не соответствовали организационным принципам социализма, Троцкий охарактеризовал Советский Союз как деформированное рабочее государство, которое не сможет эффективно перейти к социализму. Якобы социалистические государства, где отсутствует демократия, но экономика в значительной степени находится в руках государства, называются ортодоксальными троцкистскими теориями как выродившиеся или деформированные рабочие государства, а не социалистические государства. Троцкий и троцкисты связывали демократию в этом контексте с многопартийным социалистическим представительством, автономными профсоюзными организациями, внутрипартийной демократией и массовым участием трудящихся масс в управлении страной.

## Демократия в Китае
Мао Цзэдун, один из основателей Коммунистической партии Китая (КПК) и Китайской Народной Республики (КНР), выдвинул концепцию «новой демократии» в своём эссе начала 1940 года «О новой демократии», написанном в то время, когда Шэньси-Ганьсу-Нинсяский советский район развивался и расширялся во время Второй китайско-японской войны. В этот период Мао был обеспокоен бюрократизацией и стремился развить культуру массовой политики. По его мнению, массовая демократия имела решающее значение, но могла быть гарантирована только революционным классам. Согласно теории «Новой демократии» рабочий класс и коммунистическая партия являются доминирующей частью коалиции, которая включает прогрессивных интеллектуалов и буржуазных демократов-патриотов. Возглавляемая коммунистической партией, «Новая демократия» допускает ограниченное развитие национального капитализма в рамках усилий по замене иностранного империализма и внутреннего феодализма.
Народный политический консультативный совет Китая (НПКСК) был основным правительственным органом, через который Коммунистическая партия Китая (КПК) стремилась включить непартийные элементы в политическую систему в соответствии с принципами «Новой демократии». 29 сентября 1949 года НПКСК единогласно принял Общую программу в качестве основной политической программы для страны после успеха Китайской коммунистической революции. Общая программа определила Китай как новую демократическую страну, которая будет практиковать народно-демократическую диктатуру во главе с пролетариатом и основанную на союзе рабочих и крестьян, который объединит все демократические классы Китая (определяемые как те, которые противостоят империализму, феодализму и бюрократическому капитализму и выступают за независимый Китай).
С 2007 по 2009 год Ху Цзиньтао продвигал внутрипартийную демократию (党内民主, dangnei minzhu) в попытке уменьшить централизацию и бюрократизацию власти.
Кампания основных социалистических ценностей, объявленная на XVIII съезде КПК в 2012 году, должна была продвигать демократию как одну из четырёх национальных ценностей. Администрация Си Цзиньпина предпочла консультативную демократию (协商民主, xieshang minzhu), а не внутрипартийную, подчёркивая необходимость чаще консультироваться с обществом в целом, одновременно укрепляя руководящую роль партии.
Начиная с 2019 года КПК разработала концепцию «всеобъемлющей демократии», которая к 2021 году была названа всеобъемлющей народной демократии (добавление слова «народный» должно было подчеркнуть связь с маоистской концепцией линии масс). С этой точки зрения «настоящая и эффективная социалистическая демократия» может быть представлена как серия из четырёх пар:
1. «демократия процесса» (过程民主) и «демократия достижений» (成果民主)
2. «процедурная демократия» (程序民主) и «материальная демократия» (实质民主)
3. «прямая демократия» (直)接民主) и «косвенная демократия» (间接民主)
4. «народная демократия» (人民民主) и «воля государства» (国家意志).

Всеобъемлющая народная демократия — это в первую очередь консеквенциалистская точка зрения, в которой наиболее важным критерием оценки успешности демократии является то, может ли демократия «решить реальные проблемы людей», в то время как система, в которой «люди пробуждаются только для голосования», не является по-настоящему демократической. Сторонники всеобъемлющей народной демократии критикуют либеральную демократию за её чрезмерную сосредоточенность на процедуре.